# 社会福祉主事
社会福祉主事（しゃかいふくししゅじ, Social work officer）は、都道府県、市及び福祉事務所を設置する町村に置かれる職であり、福祉事務所を置かない町村においても社会福祉主事を置くことができる（社会福祉法第18条第1項、第2項）。また、社会福祉主事として任用されるための資格のことを、社会福祉主事任用資格という。

## 職務
社会福祉主事の職務は、生活保護法、児童福祉法、母子及び父子並びに寡婦福祉法、老人福祉法、身体障害者福祉法及び知的障害者福祉法に定める援護、育成又は更生の措置に関する事務を行うことである（社会福祉法第18条第3項、第4項）。

## 社会福祉主事任用資格
社会福祉主事になるための任用資格は、年齢が18歳以上の地方公共団体の事務吏員又は技術吏員であって、人格が高潔で、思慮が円熟し、社会福祉の増進に熱意があり、かつ、次のいずれかに該当するものとされる（社会福祉法第19条）。
1. 大学、短大、旧制大学、旧制高等学校、旧制専門学校において、厚生労働大臣の指定する社会福祉主事任用資格選択必修科目のうち、いずれか3科目以上の単位を修得して卒業した者
2. 厚生労働大臣の指定する養成機関又は講習会の課程を修了した者
3. 社会福祉士 又は 精神保健福祉士
4. 厚生労働大臣の指定する社会福祉事業従事者試験に合格した者
5. 1〜4に掲げる者と同等以上の能力を有する者として厚生労働省令で定める者

である。
社会福祉主事は、上記の任用資格を得て、当該地方公共団体の公務員が社会福祉主事に任用されてはじめて名乗ることができる。一部の自治体では、社会福祉事業従事者試験に合格のみで任用されている。
社会福祉法第19条においては、大学等において、厚生労働大臣の指定する社会福祉に関する科目を修めて卒業した者に、社会福祉主事任用資格が認定されることになる。このケースにより資格取得したものを通称して3科目主事というが、他の方法により取得した場合と資格の性質が異なることはない。しかし、3科目主事の場合、一般的には資格認定証というものはなく、大学や短大の「社会福祉主事資格単位修得証明書」や「卒業証明書と成績証明書をセットで提出する」などにより、社会福祉主事の資格要件を満たしている旨を証明することになる。大学や短大によっては資格証として発行している場合もある。ただし、大学や短大で単位を修得する場合、学部・学科の制限はないが、あくまでも、「いずれか3科目以上の単位を修得して卒業した者」という条件を満たすことが必要。そのため、「科目等履修生として、3科目の単位を修得した」というだけでは一切該当しないので注意しなければならない。また、取得条件は、あくまでも「大学、短大において3科目以上の単位を修得して卒業した者」であるため、専修学校の専門課程で3科目以上の単位を修得して卒業したという場合は一切該当しないので注意しなければならない。そのため、専修学校の専門課程での取得は“厚生労働大臣の指定する養成機関又は講習会の課程を修了した者”という条件を満たす、専修学校の専門課程の学科・専攻へ入学（または通信教育機関への入講）した上での履修および卒業（修了）が必要となる。
類似した名称の資格として社会教育主事任用資格というものもあるが、資格の性質は異なる。社会福祉主事任用資格は、福祉事務所の職員（ケースワーカー）として任用される要件を満たすものであり、任用以外の面で特に資格の特典というものはない。ただし、民間の福祉施設などでも、「生活相談員」といった職種名で、「社会福祉主事任用資格所持者を希望する」といった内容の求人が出される場合もあるため、就職先は必ずしも公務員に限らない（ただし福祉施設の場合、3科目主事を望んでいるのではなく、大学や短大・専修学校の専門課程による福祉の専門教育を受けた『社会福祉主事任用資格者』を主に希望している）。

### 厚生労働大臣の指定する講習会（通信課程）の受講対象
1. 社会福祉事業（社会福祉法に基づく第1種・第2種社会福祉事業）の届出をした施設・事業所、あるいは介護保険法に基づく介護保険事業者の指定を受けた施設・事業所に従事していること
2. 受講期間中、申請時の所属法人に勤務していること
申込み後に申請時の所属法人を退職すると、受講資格は失効となる。通信課程の受講申込をして修了するまでの間に、申請時の所属法人を退職する予定の申請は原則として受け付けできない。
3. 業務と並行して受講することについて所属長の承認が得られること。

### 指定科目
- 2000年（平成12年）3月31日までに大学・短期大学を卒業した者に適用される32科目
  - 社会福祉概論、社会福祉事業史、社会福祉事業方法論、社会調査統計、社会福祉施設経営論、社会福祉行政、公的扶助論、児童福祉論、保育理論、身体障害者福祉論、知的障害者福祉論、老人福祉論、医療社会事業論、地域福祉論、協同組合論、法律学、経済学、心理学、社会政策、社会学、経済政策、社会保障論、教育学、刑事政策、犯罪学、倫理学、生理衛生学、公衆衛生学、精神衛生学、医学知識・看護学、栄養学
- 2000年（平成12年）4月1日から適用される34科目
  - 社会福祉概論、社会福祉事業史、社会福祉援助技術論、社会調査論、社会福祉施設経営論、社会福祉行政論、社会保障論、公的扶助論、児童福祉論、家庭福祉論、身体障害者福祉論、保育理論、知的障害者福祉論、精神障害者保健福祉論、老人福祉論、医療社会事業論、地域福祉論、法学、民法、行政法、経済学、社会政策、経済政策、心理学、社会学、教育学、倫理学、公衆衛生学、看護学、介護概論、栄養学、家政学

### 読み替え可能な科目
なお、大学における社会福祉主事任用資格に関する指定科目の認定については、個々の大学によって独自の科目名を定めている例もあることから、指定科目に定められている科目と同一内容の科目については一定の範囲内で読み替えが可能とされる。よって、上記指定科目に類似した名称であり、内容も変わらないものであれば、指定科目の単位取得をしたとみなされる。
以下、その例を記す。
| 科目名               | 読み替え可能範囲 |  |
| 社会福祉概論         | 社会福祉原論、社会福祉原理論、社会福祉論、社会福祉、社会福祉概説、社会福祉学概論、社会福祉学、社会事業概論、社会福祉総論、社会福祉I、社会保障制度と生活者の健康                                                                             |  |
| 社会福祉事業史       | 社会福祉事業史論、社会福祉発達史、社会福祉発達史論、社会事業史、社会事業史論、社会福祉の歴史 ※日本社会福祉事業史と西洋社会福祉事業史を履修していること                                                                                      |  |
| 社会福祉援助技術論   | 社会福祉援助技術、社会福祉援助技術総論、社会福祉方法論、社会福祉方法原論、社会福祉方法原理、社会福祉方法総論、社会事業方法論、ソーシャルワーク原論、ソーシャルワーク論、ソーシャルワーク                                                    |  |
| 社会福祉調査論       | 社会調査の基礎、社会調査統計、社会福祉調査法、社会福祉統計、社会福祉調査技術、ソーシャルリサーチ論、福祉ニーズ調査論 |  |
| 社会福祉施設経営論   | 福祉経営論、福祉施設管理論、社会福祉施設経営、社会福祉施設運営論、社会福祉施設運営、ソーシャルアドミニストレーション、社会福祉管理論、社会福祉管理運営                                                                                      |  |
| 社会福祉行政論       | 福祉行財政と福祉計画、社会福祉行政、社会福祉行財政、福祉行財政論、社会福祉法制、社会福祉法概論、社会福祉計画論、社会福祉計画、ソーシャルプランニング                                                                                        |  |
| 社会保障論           | 社会保障、社会保障概論、社会保障制度と生活者の健康 |  |
| 公的扶助論           | 公的扶助、生活保護、生活保護論、生活保護制度論 |  |
| 児童福祉論           | 児童・家庭福祉論、児童福祉、児童福祉概論、児童福祉学 ※児童福祉論と家庭福祉論を含んでいるものに限っては児童福祉論と家庭福祉論の2科目に該当する                                                                                               |  |
| 家庭福祉論           | 児童・家庭福祉論、家庭福祉、母子福祉論、母子寡婦福祉論、婦人保護論、ファミリーサポート、家族援助法 ※児童福祉論と家庭福祉論を含んでいるものに限っては児童福祉論と家庭福祉論の2科目に該当する                                                 |  |
| 保育理論             | 保育原理、保育論 |  |
| 身体障害者福祉論     | 身体障害者福祉、身体障害者福祉概論、障害者福祉論、障害者福祉概論、障害福祉論、障害福祉、心身障害者福祉論、障害児・者福祉論 ※身体障害者福祉論と知的障害者福祉論を含んでいるものに限っては身体障害者福祉論と知的障害者福祉論の2科目に該当する |  |
| 知的障害者福祉論     | 知的障害者福祉、知的障害者福祉概論、障害者福祉論、障害者福祉概論、障害福祉論、障害福祉、心身障害者福祉論、障害児・者福祉論 ※身体障害者福祉論と知的障害者福祉論を含んでいるものに限っては身体障害者福祉論と知的障害者福祉論の2科目に該当する |  |
| 精神障害者保健福祉論 | 精神保健福祉の理論、精神障害者保健福祉、精神保健福祉論、精神衛生学、精神衛生、精神保健、精神医学 |  |
| 老人福祉論           | 老人福祉、老人福祉概論、高齢者福祉論、高齢者保健福祉論 |  |
| 医療社会事業論       | 医療保健サービス論、医療社会事業、医療福祉論、医療ソーシャルワーク |  |
| 地域福祉論           | 地域福祉、協同組合論、コミュニティワーク、コミュニティオーガニゼーション、地域福祉学 |  |
| 法学                 | 福祉法学、法律学、法学概論、基礎法学、法学入門 |  |
| 民法                 | 民法総論 |  |
| 行政法               | 行政法総論、行政法概論 |  |
| 経済学               | 経済学概論、経済原論、基礎経済学 |  |
| 社会政策             | 社会政策論、社会政策概論、労働経済、労働経済学 |  |
| 経済政策             | 経済政策論、経済政策概論 |  |
| 心理学               | 心理学概論、心理学概説、心理学総論、福祉心理学 |  |
| 社会学               | 福祉社会学、社会学概論、社会学総論 |  |
| 教育学               | 教育学概論、教育原理 |  |
| 倫理学               | 倫理学概論、倫理原理 |  |
| 公衆衛生学           | 公衆衛生、公衆衛生論、公衆衛生概論 |  |
| 医学一般             | 医学一般、医学知識、医学概論、一般臨床医学 ※人体の構造と機能及び疾病の成り立ちと回復の促進を履修していること |  |
| リハビリテーション論 | リハビリテーション、リハビリテーション医学、リハビリテーション概論 |  |
| 看護学               | 看護学概論、看護原理、看護概論、基礎看護学 |  |
| 介護概論             | 介護福祉論、介護総論、介護知識 |  |
| 栄養学               | 栄養学概論、栄養学総論、栄養指導、栄養・調理 |  |
| 家政学               | 家政学概論、家政学総論 |  |